# Sebastian Balfour
Sebastian Balfour, né en 1941, est un historien britannique, professeur émérite d’histoire contemporaine de l’Espagne à la London School of Economics,,,.

## Œuvre
Il est auteur de livres comme La dictadura, los trabajadores y la ciudad: el movimiento obrero en el Área Metropolitana de Barcelona (1939-1988) (1994), The End of the Spanish Empire 1898-1923 (Clarendon Press, 1997, version en espagnol par Crítica, El fin del Imperio Español (1898-1923), Abrazo mortal. De la guerra colonial a la Guerra Civil en España y Marruecos (1909-1939) (Ediciones Península, 2002), Castro: Profiles in Power ou España reinventada. Nación e identidad desde la Transición (Ediciones Península, 2007), avec Alejandro Quiroga,,, entre autres. Avec Paul Preston, il a coordonné Spain and the Great Powers in the Twentieth Century (Routledge, 1999).

## Publications
- (es) Sebastián Balfour, La dictadura, los trabajadores y la ciudad: el movimiento obrero en el Área Metropolitana de Barcelona (1939-1988), Valence, Institució Alfons el Magnànim: Generalitat Valenciana, 1994 (ISBN 8478221212, lire en ligne)
- (es) Sebastian Balfour y Alejandro Quiroga, España reinventada. Nación e identidad desde la Transición, Barcelona, Península, 2007, 415 p.